# Frits et Freddy
Pour plus de détails, voir Fiche technique et Distribution.
Frits et Freddy (Frits en Freddy) est une comédie belge sortie en 2010 et réalisée par Guy Goossens.
Le film est coproduit par le réalisateur et Marc Punt, un duo qui a gagné la célébrité grâce à la série télévisée Matrioshki : Le Trafic de la honte. Le film, entièrement financé par le privé, est également le premier long métrage dans lequel Tom Van Dyck joue un rôle de premier plan. Certaines scènes du film ont été tournées dans le Sahara de Lommel. La chanson-titre (Nen onnozeleir komt nooit alleen) est de The Clement Peerens Explosition.

## Fiche technique
- Titre : Frits et Freddy
- Titre original : Frits en Freddy
- Réalisation : Guy Goossens
- Scénario : Marc Punt
- Musique : Tuomas Kantelinen
- Photographie : Gerd Schelfhout
- Montage : Alain Dessauvage
- Production : Guy Goossens et Marc Punt
- Société de production : Independent Productions
- Pays :  Belgique
- Genre : Comédie
- Durée : 89 minutes
- Dates de sortie : 
  - Belgique : 8 décembre 2010

## Distribution
- Frank Aendenboom : Kamiel Frateur
- Stijn Cole : Gino
- Damiaan De Schrijver : Leon
- Tom Dewispelaere : Patrick Somers
- Frank Focketijn : Willy Faes
- Éric Godon : Rene beurlet
- Tania Kloek : Gina Mus
- Wim Opbrouck : Carlo Mus
- Jaap Spijkers : Max Den Hamer
- Peter Van Den Begin : Frits Frateur
- Lucas Van den Eynde : Sjarel Willems
- Tom Van Dyck : Freddy Frateur